# Pleuven
Pleuven (bretonisch Pluwenn) ist eine französische Gemeinde im Südwesten der Bretagne im Département Finistère mit 3298 Einwohnern (Stand 1. Januar 2022).

## Lage
Der Ort befindet sich nahe der Atlantikküste bei Bénodet und Fouesnant. Quimper liegt zehn Kilometer nördlich, die Groß- und Hafenstadt Brest 62 Kilometer nordwestlich und Paris etwa 480 Kilometer östlich (Angaben in Luftlinie).

## Verkehr
Bei Quimper und Rosporden gibt es Abfahrten an der Schnellstraße E 60 Brest-Nantes und Bahnhöfe an der überwiegend parallel verlaufenden Regionalbahnstrecke in Richtung Brest und Nantes. Der Bahnhof von Brest ist Endpunkt des TGV Atlantique nach Paris.
Die Flughäfen Aéroport de Lorient Bretagne Sud bei Lorient und Aéroport de Brest Bretagne nahe Brest sind die nächsten Regionalflughäfen.

## Bevölkerungsentwicklung
| Jahr                       | 1962 | 1968 | 1975 | 1982 | 1990 | 1999 | 2009 | 2017 |
| Einwohner                  | 1038 | 1107 | 1332 | 1690 | 1993 | 2356 | 2636 | 2987 |
| Quellen: Cassini und INSEE |      |      |      |      |      |      |      |      |

## Sehenswürdigkeiten
- Kirche Saint-Mathurin

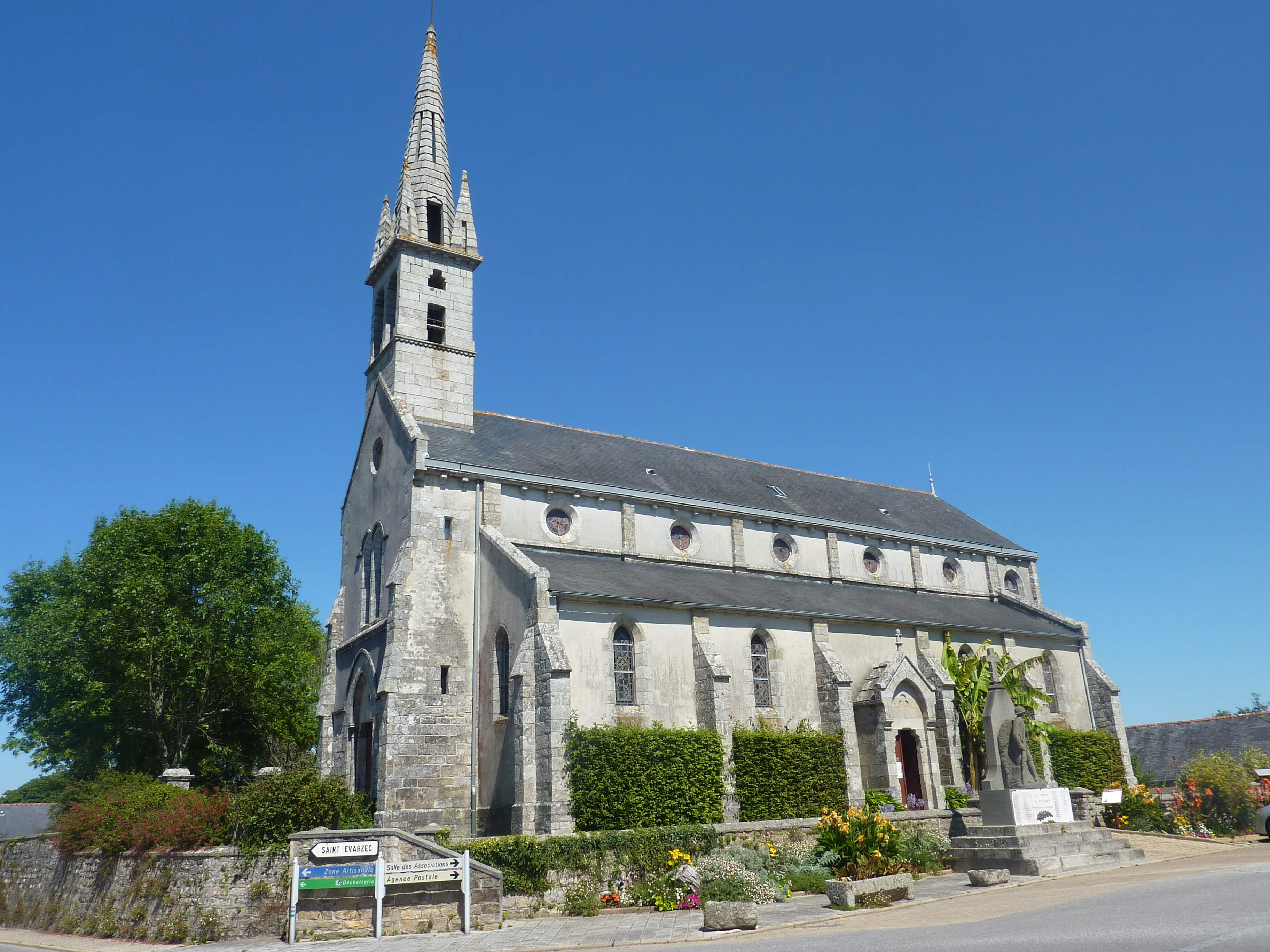
Kirche Saint-Mathurin

Siehe auch: Liste der Monuments historiques in Pleuven